# Zierenberger Tunnel
Der Zierenberger Tunnel ist ein am 11. Oktober 2018 fertiggestellter, 900 m langer eingleisiger Eisenbahntunnel der Strecke Volkmarsen–Vellmar-Obervellmar. Er liegt im Habichtswälder Bergland zwischen Zierenberg und Fürstenwald im nordhessischen Landkreis Kassel.
Der Tunnel ist Nachfolger des 1896 fertiggestellten, 815,5 m langen, ebenfalls eingleisigen und 2018 geschlossenen Tunnels gleichen Namens. Dieser in Parallellage befindliche Tunnel ist Mitte 2019 mit ca. 30 000 t Gestein und Schutt verfüllt worden und bietet nun Nistraum für Fledermäuse.

## Geographische Lage
Der Zierenberger Tunnel liegt im Naturpark Habichtswald zwischen der Zierenberger Kernstadt im Westsüdwesten und dem zur Gemeinde Calden gehörenden Dorf Fürstenwald im Ostnordosten. Er führt zwischen dem Großen Schreckenberg (460 m ü. NHN) im Westnordwesten, dem Kleinen Schreckenberg (474,7 m) im Nordwesten und dem südlich befindlichen Kleinen Dörnberg (481,6 m), einem Nordwestausläufer des Hohen Dörnberges (578,7 m), unter dem Gebirgspass am Galgenberg hindurch. Der Pass ist Teil der Wasserscheide zwischen der Warme im Westen und deren Zufluss Nebelbeeke im Osten. 
Etwa über der Tunnelmitte zweigt auf dem Gebirgspass (363,2 m) am Galgenberg an der höchsten Stelle der Landesstraße 3214, die Zierenberg im Südwesten mit Ehrsten (Gemeindeteil von Calden) im Nordosten verbindet, als Stichstraße die auf die Dörnberghochlagen führende Kreisstraße 97 ab.

## Geologie
Der alte und der neue Zierenberger Tunnel führen durch Schichten der Röt-Formation: Beide verlaufen überwiegend durch Tonsteine sowie im Mittelteil durch Tonsteine und Gipslagen. Diese Rötschichten sind von einer dünnen Schicht aus Gelbkalksteinen und einer dickeren Gebirgsschicht aus Muschelkalk überlagert.

## Neuer Zierenberger Tunnel

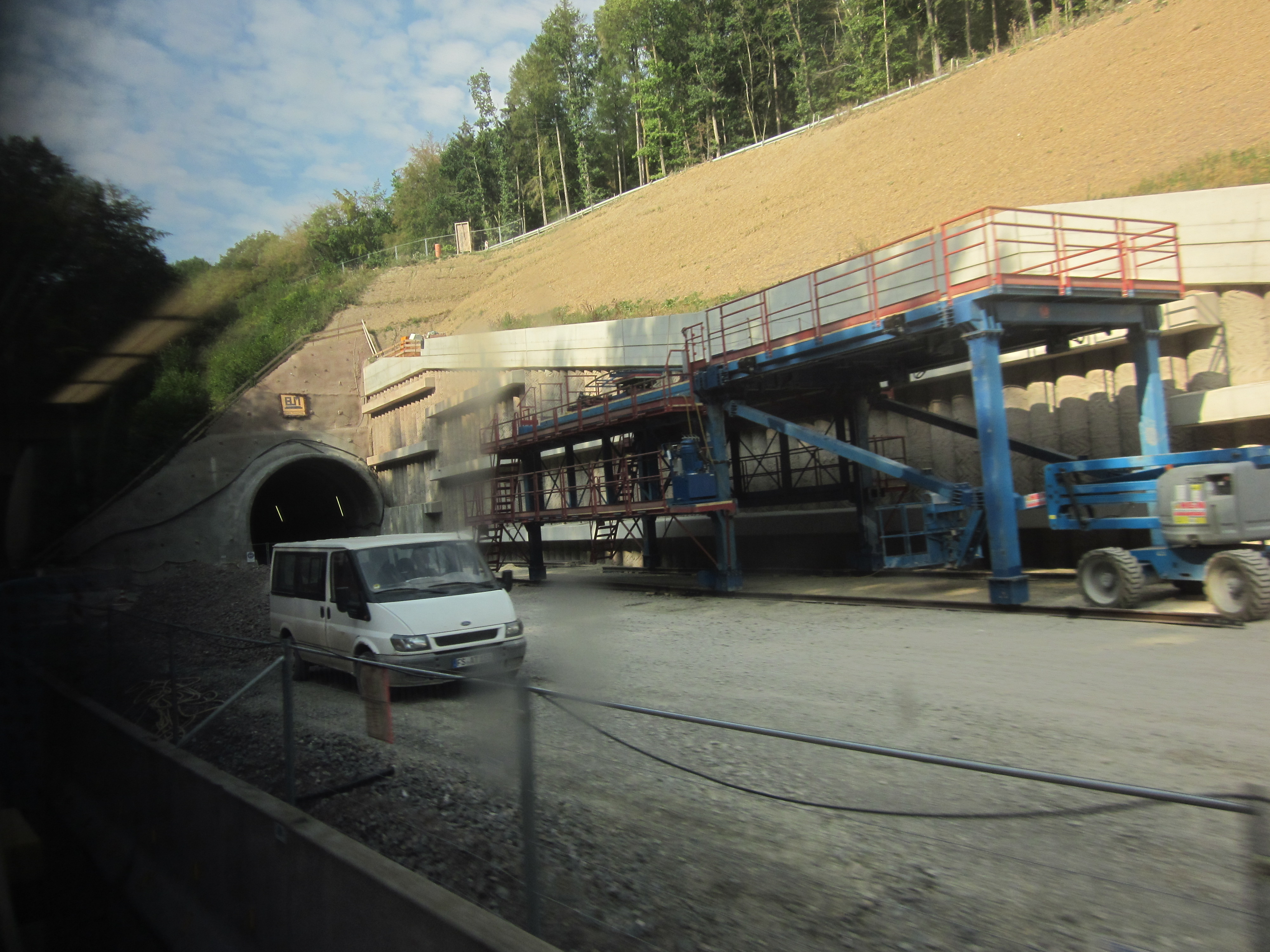
Nordostportal des neuen Zierenberger Tunnels (in Bau); Blick aus einem 628 der Kurhessenbahn (September 2016)

Die Deutsche Bahn baute nördlich in enger Parallellage zum alten Tunnel den 900 m langen Neuen Zierenberger Tunnel, der nach ursprünglichen Planungen im Jahr 2013 eröffnet und 937 m lang werden sollte. Nachdem Anfang Februar 2014 die vorbereitenden Arbeiten durch die Kurhessenbahn europaweit ausgeschrieben wurden, begann im Oktober 2015 der Vortrieb des Tunnels. Am 20. Mai 2016 wurde er durchgeschlagen.
Der neue Tunnel liegt 13 bis 20 m nördlich des alten Tunnels. Die Firstüberdeckung, also der Abstand zwischen Tunnel- zur Geländeoberkante des Gebirgspasses am Galgenberg, erreicht maximal etwa 60 m. Das Südwestportal liegt etwa beim Kilometer 25,7 auf 300 m Höhe und das Nordostportal etwa beim Kilometer 26,6 auf 310,8 m Höhe.
Beim Südwestportal wurde zum Abfangen eines Hangteils des Schreckenbergs und zur Herstellung einer dortigen Anschlagwand wenige Meter unterhalb der dazu für acht Wochen gesperrten L 3214 eine Bohrpfahlwand mit 43 Bohrpfählen von maximal 17 m Länge hergestellt. Die Wand ist mit maximal 22 m langen Gebirgsankern mit bis zu 63,5 mm Durchmesser im Baugrund rückverankert.
Beim Nordostportal wurde zum Abfangen eines anderen Hangteils eine Bohrpfahlwand mit 121 Bohrpfählen von maximal 18 m Länge und oberhalb davon eine 10 m hohe Böschung hergestellt. Die Wand ist mit maximal 25 m langen Gebirgsankern mit bis zu 63,5 mm Durchmesser im Baugrund rückverankert.
Der Tunnelvortrieb fand im Rahmen seines bergmännisch vorgetriebenen Teils, der 871 m lang ist, in Südwest-Nordost-Richtung statt; die restliche 65 m Baustrecke an beiden Tunnelportalseiten wurde in offener Bauweise durchgeführt. Das Gebirgsmaterial wurde „scheibchenweise“ in Abschnitten von etwa 1 m gelöst. Dabei wurde das Ausbruchsmaterial, wovon insgesamt etwa 114 000 m³ anfielen, einerseits mit Tunnelbaggern ausgebrochen und andererseits festes Gestein gesprengt. Wegen des parallel verlaufenden alten Tunnels mussten die Sprengungen „extrem erschütterungsarm“ durchgeführt werden. Währenddessen musste die Bahnstrecke in planmäßigen Zugpausen gesperrt und anschließend der alte Tunnel begangen und auf Schäden überprüft werden. Für das Aufladen und Abfahren des Ausbruchsmaterials wurden Pneulader und Muldenkipper eingesetzt; insgesamt waren dafür etwa 10 000 LKW-Fahrten nötig. Das unmittelbar um den neu entstandenen Tunnel befindliche Gebirgsmaterial wurde mit Gebirgsankern und Spritzbeton gesichert, wozu Fahrmischer, Spritzmobil und Vortriebsbohrwagen eingesetzt wurden.
Der neue Tunnel besteht im Endzustand aus zwei Betonschalen: Seine Außenschale aus Spritzbeton mit Gebirgsankern ist 20 bis 35 cm dick. Die Innenschale besteht aus wasserundurchlässigem Stahlbeton und ist etwa 40 cm dick. Der Tunnel ist 8,59 m hoch und 7,88 m breit. Seine maximale Steigung in Südwest-Nordost-Richtung beträgt 12 ‰. Es gibt einen im einröhrigen Tunnel angeordneten Fluchtweg von 1,2 m Breite und 2,25 m Höhe.
Zu den Abschlussarbeiten des Tunnelbauprojekts gehörten die Herstellung von rund 1,6 km neuer eingleisiger Bahnstrecke ohne Oberleitung beiderseits des Tunnels und innerhalb desselben.
Der neue Tunnel wurde am 5. Dezember 2016 und am 8. September 2018 jeweils beim Tag des offenen Tunnels für Besucher geöffnet. Vom 29. September bis zum 10. Oktober 2018 wurde der Streckenabschnitt von Zierenberg durch Fürstenwald nach Weimar gesperrt, um das Streckengleis vom bisherigen auf den neuen Tunnel anzuschwenken; in diesem Zeitraum fuhren zwischen Zierenberg und Weimar Busse im Schienenersatzverkehr (SEV). Am 11. Oktober 2018 fuhr der erste Zug durch den Tunnel.
Nach Inbetriebnahme des neuen Tunnels wurden Restarbeiten, wozu unter anderem der Rückbau der Baustelleneinrichtungsflächen und nicht mehr benötigter Baustraßen, sowie auch die Errichtung von Rettungsplätzen gehörten, bis zum Sommer 2019 durchgeführt.
Anfangs wurde für das Tunnelbauprojekt als Auftragssumme 21 497 058 € genannt. Es kostete schließlich etwa 42 Mio. Euro.

## Alter Zierenberger Tunnel
Der alte Zierenberger Tunnel wurde laut den Inschriften an beiden Tunnelportalen 1896 fertiggestellt und war von 1897 bis 2018 in Betrieb. Das 815,5 m lange Bauwerk bestand aus einer eingleisigen Röhre.
Das Südwestportal liegt etwa beim Kilometer 25,7, das Nordostportal etwa beim Kilometer 26,5.
Weil der Bauwerkszustand viele Mängel und Schäden aufwies und sich eine Sanierung nicht rechnete, wurde der alte Tunnel durch ein parallel verlaufendes neues Bauwerk ersetzt, das 2018 in Betrieb ging. Nach dem Gleisrückbau wurde er 2019 unter anderem mit verwendbaren Ausbruchmaterial aus dem neuen Tunnel verfüllt. Die Tunnelportale sind Kulturdenkmäler aufgrund des Hessischen Denkmalschutzgesetzes und bleiben erhalten. Im Bereich der Kalotte des alten Tunnels entstand ein Fledermausquartier.